# Rolf Nagel
Rolf Nagel (* 22. November 1929 in Hamburg) ist ein deutscher Schauspieler und Schauspieler-Ausbilder.

## Biografie
Nagel erhielt seine Schauspielausbildung an der Schule für Musik und Theater in Hamburg. Engagements an verschiedenen Theatern folgten, darunter 15 Jahre lang am Thalia Theater in seiner Heimatstadt. Die erste von etwa 150 Fernsehrollen spielte er 1954 in einer Studio-Liveübertragung von Gogols Die Spieler unter Regie von Ludwig Berger. Nach weiteren Rollen in Fernsehspielen und -serien wurde er 1966 im „Straßenfeger“ Die Gentlemen bitten zur Kasse einem größeren Publikum bekannt. In dem Dreiteiler verkörperte er neben Horst Tappert und Günther Neutze den Gentlemanganoven Jerry Williams. 1971 wirkte er auch in dem Fernsehfilm Sparks in Neu-Grönland von Helga Feddersen unter der Regie von Joachim Hess mit.
1994 spielte er in der 15-teiligen ZDF-Comedyserie Zwei alte Hasen den Kommissar Hassel, der zwei von Harald Juhnke und Heinz Schubert verkörperte Ganoven jagt. Von 1999 bis 2003 wurde er einem jungen Publikum in der KI.KA-Jugendserie Die Pfefferkörner als Zollbeamter Uli bekannt – eine Rolle, die er selbst seinen „größten Erfolg“ nennt. Im Jahr 2000 spielte er bei Adelheid und ihre Mörder in der Folge „Tod in h-Moll“ die Rolle des Leonard Vogel. Er spielte in den SAT.1-Serien alphateam – Die Lebensretter im OP und Broti & Pacek – Irgendwas ist immer; für das alphateam war er auch als Berater tätig. Als Opa Kischewski war er 2004 im Kinofilm Samba in Mettmann zu sehen. Ab 2007 spielte er in der ARD-Nachmittagsserie Rote Rosen. Er verkörperte zunächst in fast 250 Folgen bis zu dessen Serientod den Konrad Albers und kehrte 2009 als dessen Bruder Alfred Albers zurück, welchen er bis Oktober 2013 in über 800 Folgen durchgehend verkörperte. Ebenfalls 2009 war er als Opa Mannheim in der Fernsehverfilmung Mein Leben – Marcel Reich-Ranicki zu sehen.
29 Jahre lang, von 1966 bis 1995, leitete Nagel die Abteilung Schauspiel an der Hochschule für Musik und Theater Hamburg. Seine Stimme ist in zahlreichen Hörspielen wie Der Belagerungszustand (Regie: Günther Rennert), Reise um die Erde in 80 Tagen (Regie: Kurt Reiss), Gestatten, mein Name ist Cox – Mord auf Gepäckschein 3311 (Regie: S. O. Wagner), Ünner den Melkwoold (Regie: Hans Helge Ott) oder Die Übungspatrone (Regie: Fritz Schröder-Jahn), sowie Hörbuch-Veröffentlichungen, darunter Brief an Matilda von Andrea Camilleri, O'Bär an Enkel Samuel von Peter Härtling und Die kleine Raupe Nimmersatt, zu hören. Er ist Mitglied der Deutschen Akademie der Darstellenden Künste sowie „Ehrenmitglied“ der Hochschule für Schauspielkunst „Ernst Busch“ Berlin.
Rolf Nagel erzählt unter dem Titel Das Hundeauge sein Leben (Insel Verlag 2020, Goya LIT Hörbuch 2020).

## Filmografie (Auswahl)
- 1966: Die Gentlemen bitten zur Kasse (TV-Dreiteiler)
- 1966: Hafenpolizei (Fernsehserie, Folge: Der Sprung von der Brücke)
- 1968: Polizeifunk ruft (Fernsehserie, Folge: Luftfracht für Beirut)
- 1971: Hamburg Transit (Fernsehserie, Folge: Rechnung für Zimmer 11)
- 1999: Die Pfefferkörner
- 2004: Samba in Mettmann
- 2007–2013 Rote Rosen (Fernsehserie, 1297 Folgen)